# Großer Preis der Niederlande 1960
Der Große Preis der Niederlande 1960 (offiziell IX Grote Prijs van Nederland) fand am 6. Juni auf dem Circuit Park Zandvoort bei Zandvoort statt und war das vierte Rennen der Automobil-Weltmeisterschaft 1960.

## Berichte

### Hintergrund

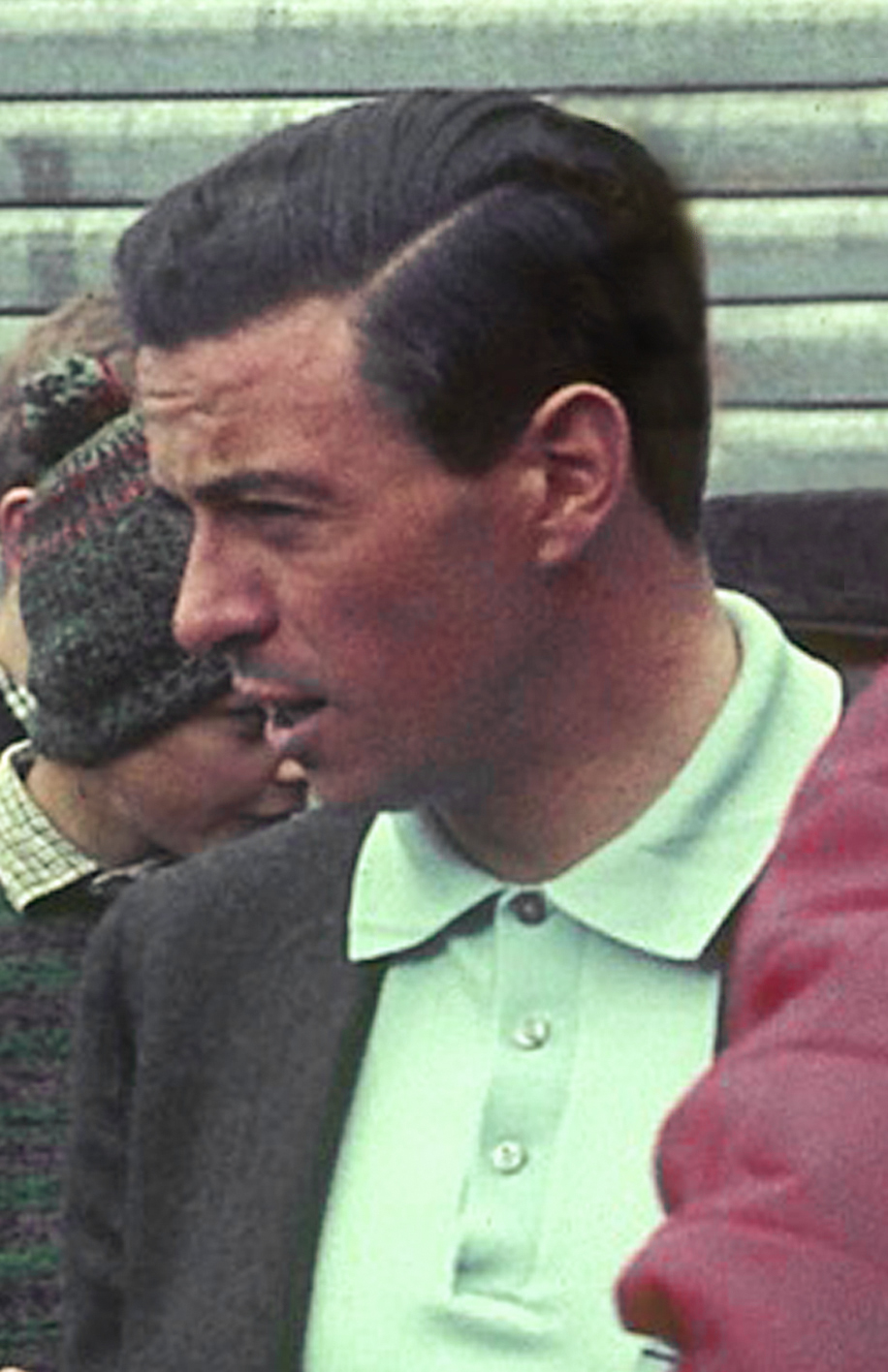
Debüt von Jim Clark (Bild von 1966)

Nach dem schweren Unfall beim Großen Preis von Monaco fiel Cliff Allison für den Rest der Saison aus, Ferrari nannte deshalb nur drei Wagen für das Rennen. Phil Hill und Richie Ginther fuhren den Ferrari Dino 246F1, für Wolfgang Graf Berghe von Trips stand außerdem die heckmotorbetriebene Variante bereit, der Dino 246P, der jedoch nicht eingesetzt wurde. Das Team Lotus setzte ebenfalls drei Wagen ein, neben den Stammfahrern Innes Ireland und Alan Stacey erhielt Jim Clark ein Cockpit. Clark bestritt sein Debüt in der Automobilweltmeisterschaft und wurde anschließend einer der erfolgreichsten Fahrer der 1960er-Jahre mit dem Weltmeisterschaftsgewinn 1963 und 1965 und verschiedenen Rekorden.
Cooper und B.R.M. änderten ihre Fahrerpaarungen nicht, Scarab fuhr ebenfalls mit der bisherigen Besetzung, Lance Reventlow und Chuck Daigh. Aston Martin bestritt das erste von zwei Saisonrennen und setzte einen Aston Martin DBR4 für Roy Salvadori ein. Andere Teams meldeten private Cooper T51 und Lotus 18. Stirling Moss startete in einem Lotus für das Rob Walker Racing Team, das Yeoman Credit Racing Team setzte drei Cooper für Chris Bristow, Tony Brooks und Henry Taylor ein. Für Taylor war es das erste Rennen der Saison. Außerdem hatte die Scuderia Centro Sud zwei Cooper für Maurice Trintignant und Masten Gregory im Einsatz, Carel Godin de Beaufort fuhr einen eigenen Cooper für die Ecurie Maarsbergen, sein einziges Saisonrennen.
In der Fahrerwertung führte Bruce McLaren vor Stirling Moss und Jim Rathmann. Rathmann war Gewinner des Indianapolis 500 1960, nahm aber an keinen weiteren Rennen der Automobilweltmeisterschaft 1960 teil. McLarens Teamkollege und amtierender Weltmeister Jack Brabham hatte in den ersten drei Rennen der Saison noch keine Punkte erzielt. In der Konstrukteurswertung lag Cooper vor Ferrari, Lotus und B.R.M. Mit Moss und Joakim Bonnier nahmen zwei ehemalige Sieger des Rennens teil, Ferrari war zuvor zweimal erfolgreich, B.R.M. einmal.

### Training
Moss fuhr die schnellste Zeit im Training und erreichte damit zum sechsten Mal infolge die Pole-Position bei Weltmeisterschaftsrennen, zu denen er antrat. War Moss in den vorherigen Trainingsduellen der Konkurrenz überlegen, betrug der Abstand zum Zweitplatzierten Brabham diesmal nur zwei Zehntelsekunden. Auf Position drei qualifizierte sich Ireland vor den drei B.R.M. von Jo Bonnier, Graham Hill und Dan Gurney. Dahinter war auch das Mittelfeld aufgeteilt von Cooper und Lotus, Bristow wurde Siebter vor Stacey, McLaren und Brooks. Clark qualifizierte sich bei seinem Debüt auf dem elften Rang. Ferrari, die einzigen Wagen mit Frontmotor im Starterfeld, belegten Plätze im hinteren Feld, ein deutliches Zeichen des Endes der Ära der frontmotorbetriebenen Wagen, drei Sekunden war Ginther langsamer als die Pole-Zeit. Taylor, Trintignant und Beaufort qualifizierten sich ebenfalls für das Rennen.
Mehrere Teams und Fahrer verzichteten nach dem Training auf eine Rennteilnahme, da es Streitigkeiten mit dem Veranstalter um das Preisgeld gab. Betroffen waren das gesamte Scarab-Team, Aston Martin und Gregory.

### Rennen

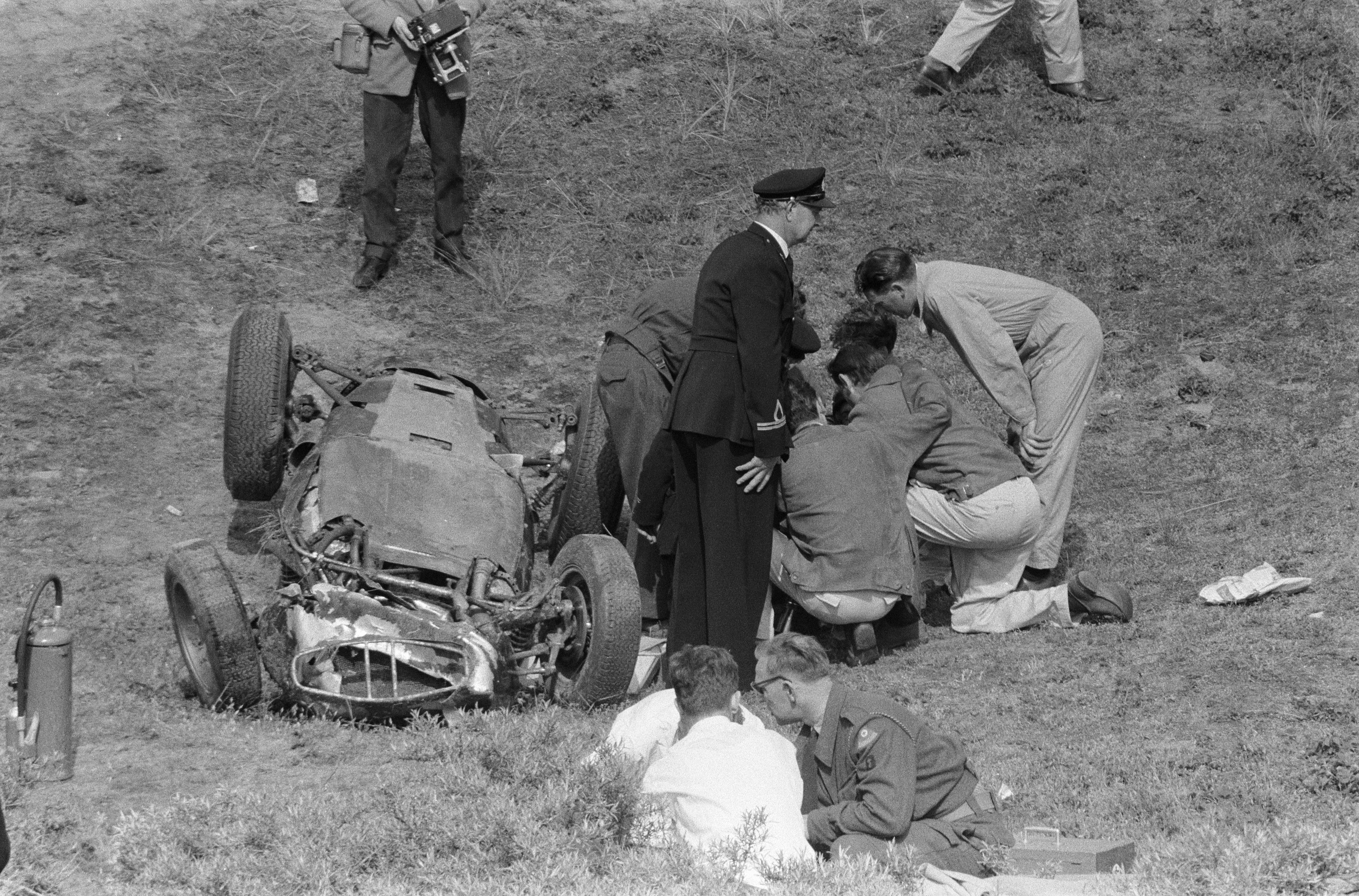
Unfall von Dan Gurney

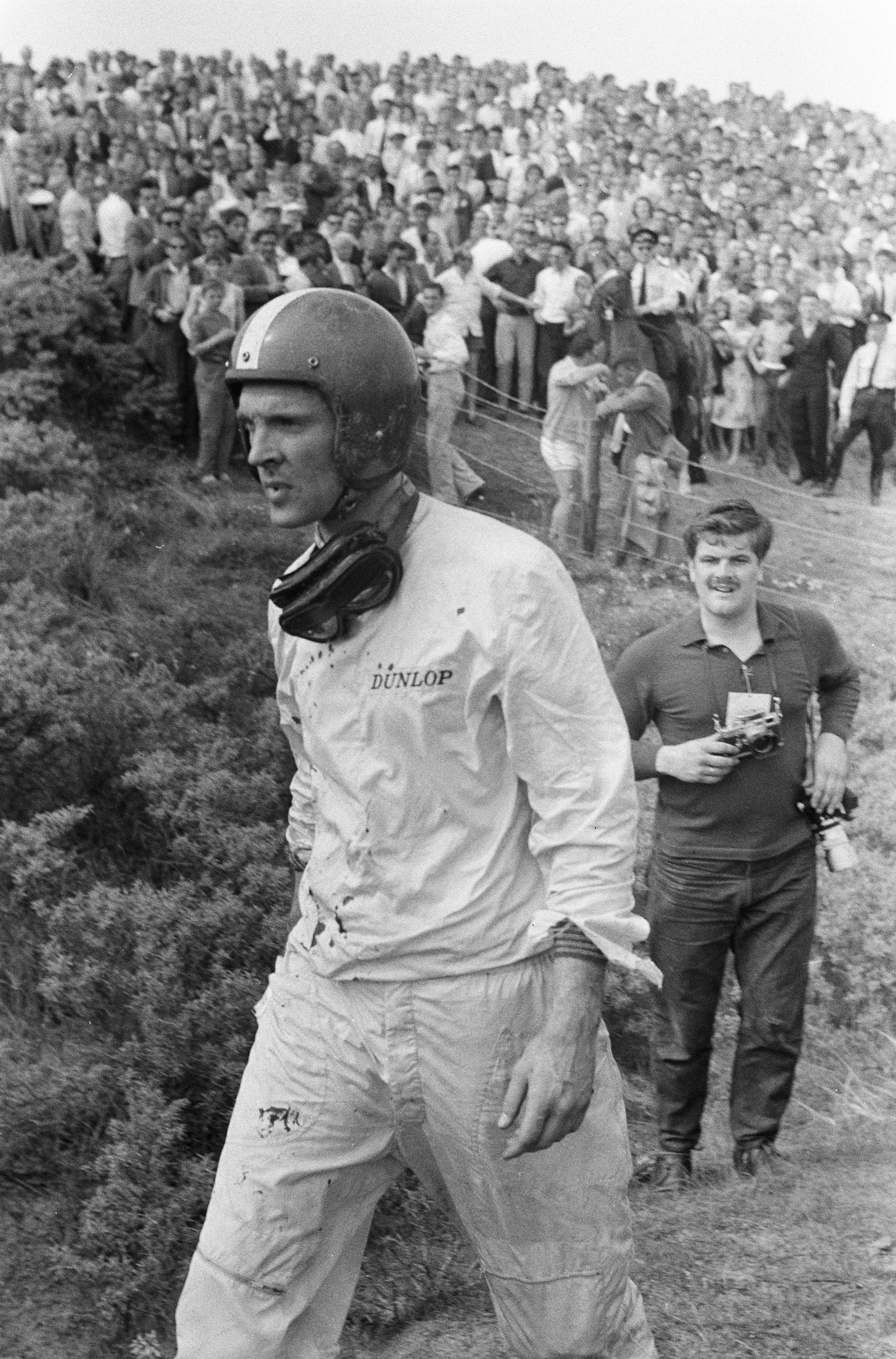
Ein Zuschauer starb beim Unfall, Dan Gurney blieb unverletzt.

Brabham gewann das Startduell gegen Moss und führte das Rennen ab der ersten Rennrunde an. Hinter Moss positionierten sich Ireland und Stacey, sodass Brabham drei Lotus-Wagen hinter sich hatte. In der zweiten Rennrunde überholte Stacey seinen Teamkollegen Ireland, der jedoch kurze Zeit später konterte. Dahinter überholte McLaren Phil Hill. Durch die Zweikämpfe im Verfolgerfeld zog sich die Spitze des Feldes auseinander, sodass Brabham sich einen Vorsprung auf Moss aufbaute, der wiederum einige Sekunden von den Kontrahenten hinter ihm wegkam. In Runde vier schied Brooks mit Getriebeschaden aus. McLaren stellte seinen Wagen in Runde acht nach einem Schaden an der Kraftübertragung ab. Bristow, Brooks Teamkollege, fiel eine Runde später mit Motorschaden aus.
Das Rennen wurde anschließend von einem schweren Unfall von Dan Gurney überschattet. Nachdem Gurney sich auf den fünften Rang verbessert hatte, versagten vor einer Haarnadelkurve die Bremsen seines B.R.M. Gurney drehte sich von der Strecke und überschlug sich. Dabei kollidierte er mit einem Zuschauer, der sich in einem abgesperrten Bereich aufhielt. Der Zuschauer starb an seinen schweren Verletzungen, Gurney überstand den Unfall unverletzt. Der erste tödliche Unfall der Automobilweltmeisterschaft 1960 war der Beginn einer Serie schwerer Unfälle, die sich beim nächsten Rennen, dem Großen Preis von Belgien mit den tödlichen Unfällen von Stacey und Bristow fortsetzte.
Clark gewann durch Ausfälle und durch Überholmanöver mehrere Positionen und verbesserte sich auf Rang fünf hinter seinen Teamkollegen Ireland und Stacey. Davor beschädigte Brabham in Runde 17 einen Randstein, dessen Teile beim nachfolgenden Moss einen Reifenschaden verursachten. Moss ließ seinen Wagen in der Box reparieren und setzte das Rennen im Anschluss fort. Somit verbesserten die drei Lotus Fahrer Ireland, Stacey und Clark ihre Positionen, bis Graham Hill auf die Gruppe aufschloss und Clark überholte.
Eine weitere Ausfallserie begann in Runde 39, als Trintignant mit Getriebeproblemen ausschied. Clark stellte seinen Wagen wenige Runden später mit fehlender Kraftübertragung ab. Daraufhin gab es in Runde 54 zwei Motorschäden, die das Rennen von Phil Hill und von Bonnier beendeten. Als Letzter fiel Stacey aus. Er hatte denselben technischen Defekt wie sein Teamkollege Clark.
Brabham siegte ungefährdet mit 24 Sekunden Vorsprung auf Ireland und führte jede Rennrunde an. Dies war Brabhams erster Saisonsieg, nachdem er in den vorhergehenden Rennen nicht im Ziel ankam. Gleichzeitig war es der einzige Sieg für Cooper auf dieser Rennstrecke, für Brabham der erste von zwei. In den ersten vier Saisonrennen gab es vier unterschiedliche Sieger. Ireland erreichte seine erste Podestplatzierung, ebenso wie Graham Hill, der Dritter wurde. Moss überholte mehrere Kontrahenten vor Rennende und wurde knapp hinter Graham Hill Vierter. Die Ferrari-Fahrer Graf Berghe von Trips und Ginther erzielten mit Platz fünf und sechs die restlichen Platzierungen in den Punkten, beide hatten eine Runde Rückstand. Außerdem erreichten Taylor und de Beaufort mit jeweils mehreren Runden Rückstand das Ziel auf den Positionen sieben und acht. Die schnellste Rennrunde wurde von Moss gefahren. In der Fahrerwertung kam Moss bis auf drei Punkte an den Führenden McLaren heran. Brabham verbesserte sich mit seinen ersten Saisonpunkten auf den vierten Rang, Ireland verbesserte sich auf Position fünf. In der Konstrukteurswertung baute Cooper seinen Vorsprung auf die Konkurrenz auf sieben Punkte aus, Lotus überholte Ferrari und war neuer Zweiter.

## Meldeliste
| Team                       | Nr. | Fahrer                         | Chassis            | Motor               | Reifen |
| -------------------------- | --- | ------------------------------ | ------------------ | ------------------- | ------ |
| Scuderia Ferrari           | 01  | Phil Hill                      | Ferrari Dino 246F1 | Ferrari 2.4 V6      | D      |
| Scuderia Ferrari           | 02  | Wolfgang Graf Berghe von Trips | Ferrari Dino 246F1 | Ferrari 2.4 V6      | D      |
| Scuderia Ferrari           | 02  | Wolfgang Graf Berghe von Trips | Ferrari Dino 246P  | Ferrari 2.4 V6      | D      |
| Scuderia Ferrari           | 03  | Richie Ginther                 | Ferrari Dino 256F1 | Ferrari 2.4 V6      | D      |
| Team Lotus                 | 04  | Innes Ireland                  | Lotus 18           | Climax 2.5 L4       | D      |
| Team Lotus                 | 05  | Alan Stacey                    | Lotus 18           | Climax 2.5 L4       | D      |
| Team Lotus                 | 06  | Jim Clark                      | Lotus 18           | Climax 2.5 L4       | D      |
| RRC Walker Racing Team     | 07  | Stirling Moss                  | Lotus 18           | Climax 2.5 L4       | D      |
| Yeoman Credit Racing Team  | 08  | Chris Bristow                  | Cooper T51         | Climax 2.5 L4       | D      |
| Yeoman Credit Racing Team  | 09  | Tony Brooks                    | Cooper T51         | Climax 2.5 L4       | D      |
| Yeoman Credit Racing Team  | 10  | Henry Taylor                   | Cooper T51         | Climax 2.5 L4       | D      |
| Cooper Car Company         | 11  | Jack Brabham                   | Cooper T53         | Climax 2.5 L4       | D      |
| Cooper Car Company         | 12  | Bruce McLaren                  | Cooper T53         | Climax 2.5 L4       | D      |
| Owen Racing Organisation   | 14  | Jo Bonnier                     | BRM P48            | BRM 2.5 L4          | D      |
| Owen Racing Organisation   | 15  | Dan Gurney                     | BRM P48            | BRM 2.5 L4          | D      |
| Owen Racing Organisation   | 16  | Graham Hill                    | BRM P48            | BRM 2.5 L4          | D      |
| David Brown Corporation    | 17  | Roy Salvadori                  | Aston Martin DBR4  | Aston Martin 2.5 L6 | D      |
| Scuderia Centro Sud        | 18  | Maurice Trintignant            | Cooper T51         | Maserati 2.5 L4     | D      |
| Scuderia Centro Sud        | 19  | Masten Gregory                 | Cooper T51         | Maserati 2.5 L4     | D      |
| Ecurie Maarsbergen         | 20  | Carel Godin de Beaufort        | Cooper T51         | Climax 1.5 L4       | D      |
| Reventlow Automobiles Inc. | 21  | Lance Reventlow                | Scarab Type 1      | Scarab 2.4 L4       | D      |
| Reventlow Automobiles Inc. | 22  | Chuck Daigh                    | Scarab Type 1      | Scarab 2.4 L4       | D      |

## Klassifikationen

### Startaufstellung
| Pos. | Fahrer                         | Konstrukteur    | Zeit   | Ø-Geschwindigkeit | Start |
| ---- | ------------------------------ | --------------- | ------ | ----------------- | ----- |
| 01   | Stirling Moss                  | Lotus-Climax    | 1:33,2 | 161,96 km/h       | 01    |
| 02   | Jack Brabham                   | Cooper-Climax   | 1:33,4 | 161,61 km/h       | 02    |
| 03   | Innes Ireland                  | Lotus-Climax    | 1:33,9 | 160,75 km/h       | 03    |
| 04   | Jo Bonnier                     | B.R.M.          | 1:34,3 | 160,07 km/h       | 04    |
| 05   | Graham Hill                    | B.R.M.          | 1:35,1 | 158,73 km/h       | 05    |
| 06   | Dan Gurney                     | B.R.M.          | 1:35,2 | 158,56 km/h       | 06    |
| 07   | Chris Bristow                  | Cooper-Climax   | 1:35,3 | 158,39 km/h       | 07    |
| 08   | Alan Stacey                    | Lotus-Climax    | 1:35,4 | 158,23 km/h       | 08    |
| 09   | Bruce McLaren                  | Cooper-Climax   | 1:35,7 | 157,73 km/h       | 09    |
| 10   | Tony Brooks                    | Cooper-Climax   | 1:36,0 | 157,24 km/h       | 10    |
| 11   | Jim Clark                      | Lotus-Climax    | 1:36,3 | 156,75 km/h       | 11    |
| 12   | Richie Ginther                 | Ferrari         | 1:36,3 | 156,75 km/h       | 12    |
| 13   | Phil Hill                      | Ferrari         | 1:36,4 | 156,59 km/h       | 13    |
| 14   | Henry Taylor                   | Cooper-Climax   | 1:36,4 | 156,59 km/h       | 14    |
| 15   | Wolfgang Graf Berghe von Trips | Ferrari         | 1:36,7 | 156,10 km/h       | 15    |
| 16   | Maurice Trintignant            | Cooper-Maserati | 1:38,5 | 153,25 km/h       | 16    |
| 17   | Carel Godin de Beaufort        | Cooper-Climax   | 1:41,7 | 148,42 km/h       | 17    |

### Rennen
| Pos. | Fahrer                         | Konstrukteur    | Runden | Stopps | Zeit       | Start | Schnellste Runde |
| ---- | ------------------------------ | --------------- | ------ | ------ | ---------- | ----- | ---------------- |
| 01   | Jack Brabham                   | Cooper-Climax   | 75     |        | 2:01:47,2  | 02    | 1:34,9           |
| 02   | Innes Ireland                  | Lotus-Climax    | 75     |        | + 24,0     | 03    | 1:35,1           |
| 03   | Graham Hill                    | B.R.M.          | 75     |        | + 56,6     | 05    | 1:34,6           |
| 04   | Stirling Moss                  | Lotus-Climax    | 75     |        | + 57,7     | 01    | 1:33,8           |
| 05   | Wolfgang Graf Berghe von Trips | Ferrari         | 74     |        | + 1 Runde  | 15    | 1:37,2           |
| 06   | Richie Ginther                 | Ferrari         | 74     |        | + 1 Runde  | 12    | 1:37,1           |
| 07   | Henry Taylor                   | Cooper-Climax   | 70     |        | + 5 Runden | 14    | 1:39,1           |
| 08   | Carel Godin de Beaufort        | Cooper-Climax   | 69     |        | + 6 Runden | 17    | 1:39,6           |
| –    | Alan Stacey                    | Lotus-Climax    | 57     |        | DNF        | 08    | 1:34,6           |
| –    | Jo Bonnier                     | B.R.M.          | 54     |        | DNF        | 04    | 1:37,2           |
| –    | Phil Hill                      | Ferrari         | 54     |        | DNF        | 13    | 1:37,7           |
| –    | Jim Clark                      | Lotus-Climax    | 42     |        | DNF        | 11    | 1:35,7           |
| –    | Maurice Trintignant            | Cooper-Maserati | 39     |        | DNF        | 16    | 1:38,1           |
| –    | Dan Gurney                     | B.R.M.          | 11     |        | DNF        | 06    | 1:34,3           |
| –    | Chris Bristow                  | Cooper-Climax   | 9      |        | DNF        | 07    | 1:36,7           |
| –    | Bruce McLaren                  | Cooper-Climax   | 8      |        | DNF        | 09    | 1:37,0           |
| –    | Tony Brooks                    | Cooper-Climax   | 4      |        | DNF        | 10    | 1:38,9           |
| DNS  | Chuck Daigh                    | Scarab          | –      | –      | –          |       | –                |
| DNS  | Masten Gregory                 | Cooper-Maserati | –      | –      | –          |       | –                |
| DNS  | Lance Reventlow                | Scarab          | –      | –      | –          |       | –                |
| DNS  | Roy Salvadori                  | Aston Martin    | –      | –      | –          |       | –                |

## WM-Stände nach dem Rennen
Die ersten sechs des Rennens bekamen 8, 6, 4, 3, 2, 1 Punkte. Es zählten nur die sechs besten Ergebnisse aus zehn Rennen. In der Konstrukteurswertung zählten nur die Punkte des bestplatzierten Fahrers eines Teams.

### Fahrerwertung
| Pos. | Fahrer                         | Konstrukteur         | Punkte |
| ---- | ------------------------------ | -------------------- | ------ |
| 01   | Bruce McLaren                  | Cooper-Climax        | 14     |
| 02   | Stirling Moss                  | Cooper-Climax        | 11     |
| 03   | Jim Rathmann                   | Watson-Offenhauser   | 8      |
| 04   | Jack Brabham                   | Cooper-Climax        | 8      |
| 05   | Innes Ireland                  | Lotus-Climax         | 7      |
| 06   | Cliff Allison                  | Ferrari              | 6      |
| 07   | Rodger Ward                    | Watson-Offenhauser   | 6      |
| 08   | Graham Hill                    | B.R.M.               | 4      |
| 09   | Wolfgang Graf Berghe von Trips | Ferrari              | 4      |
| 10   | Phil Hill                      | Ferrari              | 4      |
| 11   | Paul Goldsmith                 | Epperly-Offenauser   | 4      |
| 12   | Carlos Menditéguy              | Cooper-Maserati      | 3      |
| 13   | Tony Brooks                    | Cooper-Climax        | 3      |
| 14   | Don Branson                    | Phillips-Offenhauser | 3      |
| 15   | Jo Bonnier                     | B.R.M.               | 2      |
| 16   | Richie Ginther                 | Ferrari              | 2      |
| 17   | Johnny Thomson                 | Lesovsky-Offenhauser | 2      |
| 18   | Eddie Johnson                  | Trevis-Offenhauser   | 1      |
| 19   | Henry Taylor                   | Cooper-Climax        | 0      |

| Pos. | Fahrer                    | Konstrukteur  | Punkte |
| ---- | ------------------------- | ------------- | ------ |
| 20   | Carel Godin de Beaufort   | Cooper-Climax | 0      |
| 21   | Maurice Trintignant       | Cooper-Climax | 0      |
| 22   | Alberto Rodríguez Larreta | Lotus-Climax  | 0      |
| 23   | José Froilán González     | Ferrari       | 0      |
| 24   | Roberto Bonomi            | Cooper-Climax | 0      |
| 25   | Masten Gregory            | Porsche       | 0      |
| 26   | Gino Munaron              | Maserati      | 0      |
| 27   | Nasif Estéfano            | Maserati      | 0      |
| –    | Jim Clark                 | Lotus-Climax  | 0      |
| –    | Dan Gurney                | B.R.M.        | 0      |
| –    | Roy Salvadori             | Cooper-Climax | 0      |
| –    | Harry Schell              | Cooper-Climax | 0      |
| –    | Alan Stacey               | Lotus-Climax  | 0      |
| –    | Chris Bristow             | Cooper-Climax | 0      |
| –    | John Surtees              | Lotus-Climax  | 0      |
| –    | Ettore Chimeri            | Maserati      | 0      |
| –    | Antonio Creus             | Maserati      | 0      |
| –    | Giorgio Scarlatti         | Maserati      | 0      |

### Konstrukteurswertung
| Pos. | Konstrukteur    | Punkte |
| ---- | --------------- | ------ |
| 01   | Cooper-Climax   | 22     |
| 02   | Lotus           | 15     |
| 03   | Ferrari         | 12     |
| 04   | B.R.M.          | 6      |
| 05   | Cooper-Maserati | 3      |
| –    | Porsche         | 0      |
| –    | Maserati        | 0      |